# Чуча (приток Немды)
Чуча — река в России, протекает по территории Новоторъяльского района Республики Марий Эл. Устье реки находится в 118 км по левому берегу Немды, длина реки составляет 11 км.

## Данные водного реестра
По данным государственного водного реестра России относится к Камскому бассейновому округу, водохозяйственный участок реки — Вятка от города Котельнич до водомерного поста посёлка городского типа Аркуль, речной подбассейн реки — Вятка. Речной бассейн реки — Кама.
Код объекта в государственном водном реестре — 10010300412111100037334.